# Bothrocophias hyoprora
Bothrocophias hyoprora är en ormart som beskrevs av Amaral 1935. Bothrocophias hyoprora ingår i släktet Bothrocophias och familjen huggormar. Inga underarter finns listade.
Arten förekommer i södra Colombia, östra Ecuador, östra Peru, nordvästra Brasilien och nordöstra Bolivia. Honor lägger inga ägg utan föder levande ungar.